# Сергей Панов
Сергей Панов е бивш руски баскетболист, играещ като крило. Висок е 203 см и тежи 109 кг. Известен с изявите си за ПБК ЦСКА Москва и руският национален отбор през 90-те години.

## Кариера
Първият му професионален отбор е Спартак Санкт Петербург. С питерци достига финалът на последното първенство на СССР и печели единственото първенство на ОНД. Панов участва на олимпиадата в Барселона с отбора на ОНД. През 1993 участва на Евробаскет, където „Сборная“ печели сребърните медали. Много руски баскетболисти продължават предложения от чужбина, включително и Панов. Той подписва с турския Йълдъръмспор. Отборът заема едва шесто място в първенството и след края на сезона е разформирован. Сергей преминава със свободен трансфер в ЦСКА Москва. През сезон 1995/96 достига „Final four“ на Купата на европейските шампиони. Отборът успява да се закрепи като редовен участник в турнира, а в местното първенство е тотален хегемон. Сергей е един от основните играчи както на ЦСКА, така и на националния отбор на Русия, с който участва на световните първенства през 1994 и 1998 и печели сребърни медали. През 2000 Сергей преминава в Урал-Грейт (Перм), след като не са му изплатени 2 заплати от договорът с ЦСКА. За два сезона в Урал Сергей става два пъти шампион. През 2002 се завръща в ЦСКА, а отборът вече е много по-силен и редовно участва във „final four“. Под ръководството на новия треньор Душан Ивкович „армейците“ успяват да си върнат хегемонията в първенството, а съставът е подсилен с играчи като Теодорос Папалукас, Джон Роберт Холдън и Матиас Смодиш. През сезон 2005/06 ЦСКА печели Евролигата, а Панов е капитан на отбора. След като печели най-силният европейски клубен турнир, крилото слага край на кариерата си.
Управлява своя детско-юношеска школа, наречена ПАНтерра.